# 张晋 (元朝)
张晋（1294年—1374年），表字德眙，滑州白马县（今河南省滑县）人，元朝大臣，元顺帝时中书左丞。
张晋历任吏部尚书、刑部尚书、工部尚书，出任江浙行省参知政事、淮南行省参知政事。至正十八年（1358年），入朝担任中书省参知政事，分省山东。至正二十五年（1365年），入朝担任中书左丞。后来出任辽阳行省左丞，入朝为大司农卿。他为人明晓律法，处理案件公允，参与朝政，守正不阿。被丞相脱脱敬重，称之为铁虎张公。